# Lammerenburg
Lammerenburg was een buurtschap in de voormalige gemeente Koudekerke in de Nederlandse provincie Zeeland. Sinds de gemeentelijke herindeling van Walcheren op 1 juli 1966 ligt het in de gemeente Vlissingen. Tegenwoordig maakt Lammerenburg deel uit van de Vlissingse wijken Paauwenburg-Westduin en Groot-Lammerenburg.

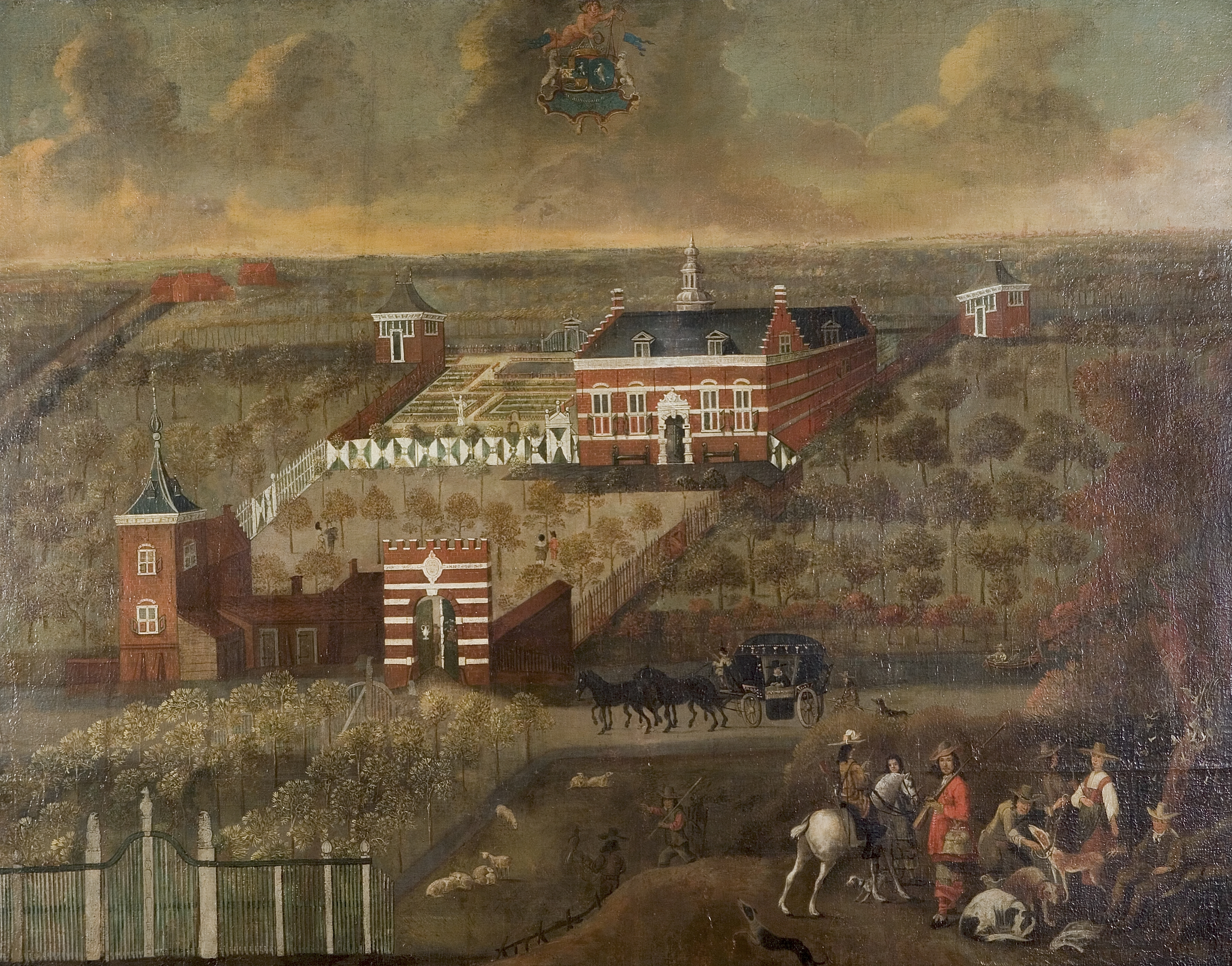
Hof Lammerenburg. Afbeelding & collectie: Zeeuws maritiem muZEEum, bruikleen Koninklijk Zeeuwsch Genootschap der Wetenschappen.

De buurtschap is genoemd naar de buitenplaats Lammerenburg dat de reder Cornelis Lampsins in 1633 liet bouwen. Na zijn dood werd er een symmetrische tuin aangelegd met doolhoven en twee vijvers. Eind 18e eeuw werd de hofstede verkocht en vervolgens gesloopt. Bijgebouwen werden ingericht als hofsteden met de namen Groot-Lammerenburg en Klein-Lammerenburg. In de 20e eeuw verdwenen ook deze gebouwen onder de slopershamer.
De oude kern van Lammerenburg ligt aan de Gerbrandystraat, die tot 1968 Vlissingsestraat heette. De verdwenen historische buitenplaats en bijgebouwen lagen ten oosten van de Gerbrandystraat, in de wijk die de gemeente de naam Rosenburg gaf. In de tweede helft van de jaren 00 werd ten noorden hiervan een andere nieuwbouwwijk aangelegd. Deze wijk, waarvan het grondgebied veel kleiner is dan dat van de voormalige buurtschap, kreeg de naam Lammerenburg. Het Lammerenburg in de oorspronkelijke betekenis van voor juli 1966 wordt door de gemeente Vlissingen en door kaartenmakers niet als buurtschap erkend en bestaat in feite niet meer.
Stad: Vlissingen

Dorpen: Oost-Souburg · Ritthem · West-Souburg

Buurtschap: Groot-Abeele

Wijken: Bloemenbuurt · Groot-Lammerenburg · Lammerenburg · Nieuw-Bonedijke · Scheldekwartier · Vlissingen-Oost · Vlissingen-Stadshaven · Westerzicht

Zeeland: Steden en dorpen in Zeeland      Nederland: Provincies · Gemeenten